# Черкасов, Павел Алексеевич
Па́вел Алексе́евич Черка́сов (1834—1900) — русский художник, академик Императорской Академии художеств. Его старший брат Пётр Алексеевич Черкасов (1821—1885) также был художником.

## Биография
Родился 15 августа 1834 года[по какому календарю?].
Был вольноприходящим учеником Императорской Академии художеств, где в 1859 году получил звание внеклассного художника живописи пейзажной и перспективной. До 1863 года работал заведующим костюмным классом Академии.
В 1866 году ему было присвоено звание академика за картину «Вид на Неву к Зимнему Дворцу». В 1871 году он стал почётным вольным общником Императорской Академии Художеств.
С 1864 года занимался организацией выставок в залах Академии художеств и составлением каталогов. Был хранителем Кушелевской галереи. Затем, до 1872 года снова заведовал костюмным классом Академии. Кроме этого, в 1869—1875 годах исполнял обязанности инспектора академических классов. С 1875 год по 1892 год состоял надзирателем академических классов. В 1880—1883 годах его учеником был И. Ф. Тюменев, их связывали дружеские отношения. Они вместе путешествовали, Черкасов подолгу гостил в имениях Тюменева в Приволье (Новгородская губерния) и Майдане Куриловском (Подольская губерния).
Посетил всемирные выставки в Париже (1867 г.) и Лондоне (1862 г.), где экспонировалась его картина «Вид Петербурга».
Участвовал в организации Всероссийской художественно-промышленной выставке в Москве (1882 г.), Сибирско-Уральской художественно-промышленной выставки в Екатеринбурге (1887 г.). В круг его обязанностей входило оформление, упаковка и отправка картин, а также организация их продажи.
В 1892 году он был вынужден уволиться из Академии художеств. Из-за проблем со здоровьем последние годы жил в Севастополе, изредка приезжая в Петербург; 29 февраля (13 марта) 1900 года скоропостижно скончался.

## Известные работы

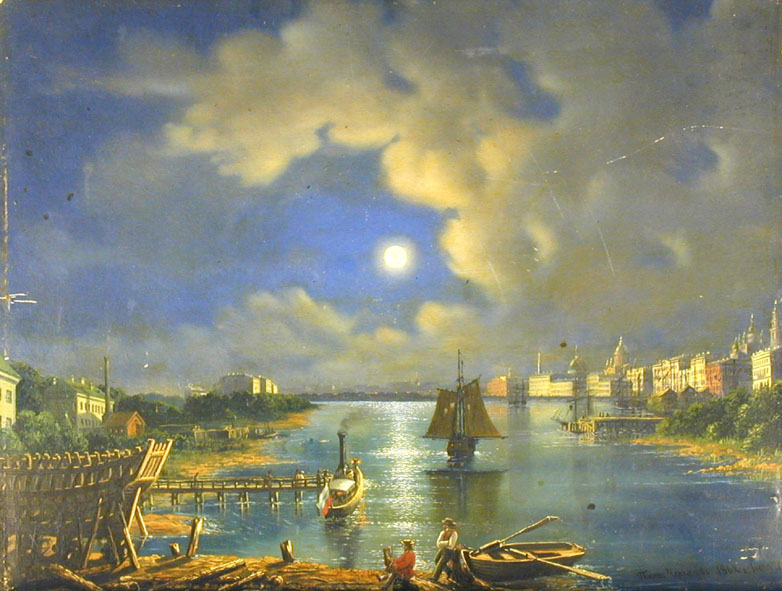
Черкасов П. А. Вид Петербурга утром
(на Неве к Зимнему дворцу). 1866. Из собрания Ивановского областного художественного музея

Живописные работы Черкасова встречаются крайне редко, так как большую часть времени он был занят работой в академии и писал небольшие по размеру картины только во время летних каникул, которые проводил в поездках по России и заграницей.
- «Вид на Неву к Зимнему Дворцу»(1866)
- «Вид Петербурга» (1862)
- «Вид на Алуштинскую долину»[2]
- Гравюра, выполненная крепкой водкой, с изображением деревенского пейзажа (речка и на пригорке вдали сельская церковь)[3].

## Общественная деятельность
- Был одним из учредителей Художественного общества в Императорской Академии художеств.
- Активный участник Санкт-Петербургского собрания художников (1863—1864 — Клуб художников)

## Мнение современников
«В студенческой среде Павел Алексеевич Черкасов пользовался дружеским расположением и любовью. Он был высокого роста, немного сутулый. Лицо не отличалось красотой. Русые волосы, зачесанные назад, открывали широкий лоб. В глазах запоминалась особая зоркая острота, и вместе с тем они были полны тепла и доброты. Это был человек, влюбленный в искусство. Летние месяцы он ежегодно проводил в поездках по России и за границей, выполняя много этюдов. Будучи сначала инспектором, а в дальнейшем надзирателем академических классов, Черкасов был внимателен к людям, заботился об интересах и нуждах учащихся.»